# Menella ramosissima
Menella ramosissima is een zachte koraalsoort uit de familie Plexauridae. De koraalsoort komt uit het geslacht Menella. Menella ramosissima werd in 1935 voor het eerst wetenschappelijk beschreven door Stiasny. 